# A.S.D. Nuovo Monselice Calcio
ASD Nuovo Monselice Calcio (trước đây là Monselice Calcio 1926) là một câu lạc bộ bóng đá Ý tại Monselice  ở tỉnh Padua. Họ đã từng chơi ở Serie C2 và Serie D.